# ستانيسلاف غريغا
ستانيسلاف غريغا (مواليد 4 نوفمبر 1961) هو لاعب كرة قدم. يلعب مع منتخب تشيكوسلوفاكيا لكرة القدم. سبق له أن لعب في كأس العالم لكرة القدم مع منتخب بلاده.

## روابط خارجية
- ستانيسلاف غريغا على موقع الاتحاد الدولي (مؤرشف)  (الإنجليزية)
- ستانيسلاف غريغا على موقع الاتحاد التشيكي (الإنجليزية)
- ستانيسلاف غريغا على موقع قاعدة بيانات كرة القدم.إي يو (الإنجليزية)
- ستانيسلاف غريغا على موقع ناشيونال فوتبول تيمز (الإنجليزية)
- ستانيسلاف غريغا على موقع عالم كرة القدم.نت (الإنجليزية)
- ستانيسلاف غريغا على موقع كووورة